# Kitzmiller v. Dover Area School
Le jugement Tammy Kitzmiller, et als v. Dover Area School District, et als  (No. 04cv2688), est le premier dans une cour fédérale des États-Unis à condamner une école publique de district qui tentait d'obliger l'enseignement en classe de sciences de la pseudo-théorie du dessein intelligent comme une alternative scientifique à la théorie darwinienne largement établie. Les plaignants (Kitzmiller et al., contre l'intelligent design) arguent que cette théorie est une forme déguisée de créationnisme, et que l'inclusion de cette théorie dans les programmes des écoles publiques viole les principes d'applications du Premier Amendement de la Constitution des États-Unis d'Amérique qui établit le principe de la séparation de l'Église et de l'État.
Des parents d'élèves de l'école publique du district de Dover, Pennsylvanie poursuivirent cette école et le Conseil scolaire du district sur une décision concernant le programme de biologie. Le règlement prescrivait la lecture à haute voix, avant le cours de sciences parlant de l'évolution (9e année, âge moyen des élèves 15 ans), d'un avertissement critiquant la théorie darwinienne, et invitant les élèves à lire un livre à la bibliothèque de l'école, Of Pandas and People (en), faisant la promotion du dessein intelligent.
Les plaignants ont été représentés par l'Union américaine des libertés civiles (American Civil Liberties Union ou ACLU), les Américains unis pour la séparation de l'Église et de l'État (Americans United for Separation of Church and State) et le cabinet d'avocats Pepper Hamilton LLP (en). Le Centre national pour l'éducation des sciences (National Center for Science Education ou NCSE) servit également de consultants pour les plaignants. Les défenseurs ont quant à eux été représentés par le Thomas More Law Center (en). La Fondation pour la Pensée et l'Éthique (The Foundation for Thought and Ethics), éditrice du livre fondateur de l'idée du dessein intelligent (Of Panda and People), tenta par ailleurs de rejoindre l'affaire en tant que défenseur, mais cette demande fut rejetée[réf. non conforme]. Le cas fut surnommé le Dover Panda Trial, se référant au Scopes Monkey Trial (procès du singe) de 1925, qui mit en lumière la progression des théories créationnistes aux États-Unis.
Les premières auditions ont eu lieu le 26 septembre 2005. Le procès s'est fait sans jury, et l'instruction a été établie par le juge fédéral du district central de Pennsylvanie John Edward Jones III (en). Le procès se conclut le 4 novembre 2005 avec les auditions finales. Le jugement fut rendu le 20 décembre 2005, et statua : 
- que les nouveaux programmes des écoles publiques de Dover sont inconstitutionnels[3][réf. non conforme] ;
- l'interdiction de l'apprentissage du dessein intelligent dans les classes de sciences des écoles publiques[4].

Peu avant le jugement, des élections eurent lieu afin de renouveler le mandat des membres du Conseil scolaire. Une campagne électorale très dure avait opposé les membres sortants du Conseil, partisans du dessein intelligent et qui tentaient de se faire ré-élire, à une équipe d'opposition formée sur la base de la défense de l'école laïque. Le résultat de ces élections scolaires ont favorisé de manière très tranchée ces derniers et tous les conseillers scolaires qui tentaient de voir leur mandat reconduit ont été battus.
La nouvelle présidente du conseil scolaire de Dover, Bernadette Reinking, décidait après le jugement de ne pas faire appel.

## Enjeux et conséquences
Le principal enjeu des plaignants pour ce procès était de démontrer que le dessein intelligent était assimilé à la religion, étant donné que ce courant de pensée ne mentionne pas clairement un « créateur » (i.e. Dieu), mais un « designer ». Ceci rendrait inconstitutionnel l'enseignement du dessein intelligent dans les écoles publiques, le Premier amendement des États-Unis interdisant l’institutionnalisation de quelconque religion. Les personnes favorables au dessein intelligent soutiennent la séparation de celui-ci d'une quelconque religion, alors que la majorité des critiques et des scientifiques reconnus y voient une pseudo-science, une théorie religieuse chrétienne déguisée. Comme la défense arguait que le dessein intelligent est une théorie scientifique valable équitable à la théorie de l'évolution, et que les élèves devaient donc connaître les deux côtés de la dispute, les plaignants devaient également démontrer qu'il n'y a pas de controverse sur l'évolution dans le monde scientifique, et que l'évolution est une théorie scientifique basée sur l'observation impérieuse des faits, qu'il sert de modèle pour des prédictions qui se sont incessamment révélées correctes, alors que le dessein intelligent ne permet pas de faire des prédictions, et n'est donc pas à proprement parler une théorie scientifique et ne devrait donc pas être enseigné dans les cours de science. Le jugement rendu par John E. Jones III (en), républicain et chrétien nommé par George W. Bush (lui-même défenseur du dessein intelligent) est finalement que les défenseurs du dessein intelligent étaient motivés par un agenda religieux, et que leur thèse ne peut être dissocié du créationnisme, thèse religieuse par essence, ni le « designer » d'un créateur divin, en l'occurrence ici du dieu chrétien.
Le résultat du procès révèle donc la filiation du dessein intelligent avec le créationnisme, et de fait permet de le considérer comme néo-créationniste. Les conséquences immédiates sont d'une part le retrait des programmes scolaires de la région de Dover de références à cette thèse néo-créationniste, et signe d'autre part l'arrêt de mort probable de l'enseignement de cette thèse dans les écoles publiques des États-Unis.

## Contexte
Depuis le Procès du singe, qui a révélé la vitalité des pro-créationnisme, les procès de ce type (sur un programme scolaire litigieux) n'ont cessé de se multiplier. On retiendra principalement le procès Edwards v. Aguillard, en 1987, qui a définitivement banni les thèses religieuses créationnistes clairement définies des programmes scolaires, c'est-à-dire celles où l'on dit clairement « Dieu a créé telle chose tel jour ». À ce moment, les créationnistes ont cherché contourner ce jugement. Certains ont alors pensé à l'idée du dessein intelligent, qui, en ne révélant pas le nom d'un « créateur », ou de la « force créatrice », permettait de cacher la question religieuse, et de se former une pseudo-conscience scientifique, avec même le thème maintes fois repris du harcèlement des scientifiques darwiniens « conservateurs ».
Le conseil éducatif de Dover adopte en octobre 2004 une résolution demandant aux professeurs de biologie des écoles publiques de neuvième degré (niveau troisième) de lire le message qui suit :

« Le Pennsylvania Academic Standards demande aux élèves d'apprendre la théorie de l'évolution de Darwin, et d'en faire éventuellement le sujet d'une partie d'un contrôle de connaissances. »

« Puisque la théorie de Darwin est une théorie, elle continue à être testée alors que de nouvelles données sont découvertes. La Théorie n'est pas un fait. La Théorie présente des lacunes pour lesquelles il n'y a pas d'explication. Une théorie est définie comme une explication testée qui unifie une large série d'observations. »

« Le design intelligent est une explication sur l'origine de la vie qui diffère du point de vue Darwinien. L'ouvrage de référence Of Pandas and People est à la disposition des élèves qui seraient intéressés d'acquérir une compréhension de ce qu'implique réellement le design intelligent. »

« Comme pour toute théorie, les élèves sont appelés à garder un esprit critique. L'école laisse aux élèves et à leurs familles le soin de la discussion sur les origines de la vie. Le district étant guidé par les programmes standards, les leçons en cours se concentrent à permettre aux élèves de maîtriser les évaluations fondés sur ces standards [PDF]. »

Trois des membres du conseil votèrent contre la proposition, mais ils furent minoritaires. Les professeurs de sciences refusèrent eux de lire le message à leurs élèves, citant le code de l'éducation de Pennsylvanie, qui dit que les professeurs peuvent refuser de transmettre des informations qu'ils considèrent fausses. Finalement, ce sont les administrateurs des écoles qui lurent le message en lieu et place des professeurs.
Le conseil éducatif évoque des « lacunes » dans l'évolution, qui doit plus être considérée comme une théorie et non un fait établi, et que les élèves ont le droit d'étudier d'autres points de vue sur les origines de la vie. Le conseil éducatif déclare qu'il n'enseignera pas le design intelligent mais qu'il cherchera à rendre conscients les élèves de l'existence d'une alternative à l'évolution. Il réfute l'idée que le design intelligent est une théorie religieuse déguisée, bien qu'il fût représenté au procès notamment par le Thomas More Law Center, une organisation à but non lucratif qui utilise les procès pour promouvoir « la liberté religieuse des Chrétiens et des valeurs familiales sacrées. »
John West, du Discovery Institute (un cercle de réflexion chrétien conservateur), a dit que le procès montre les efforts de l'ACLU pour refuser les discours dissonants en science, et de faire preuve de fermeture. « C'est une tentative dérangeante, par un juge fédéral activiste, d'arrêter la propagation d'une idée scientifique et même d'empêcher les critiques de l'évolution darwinienne par la censure gouvernementale (…), et qui est une attaque à la liberté d'expression ». Ses opposants, représentés par l'Association Américaine pour la Progression de la Science (AAAS) et l'Association Nationale des Professeurs de Biologie (NABT), répondirent que son avis n'est pas qu'ironique, mais surtout hypocrite : le Discovery Institute s'oppose au naturalisme, le principe de base qui limite la science aux phénomènes naturels et à des causes naturelles, ce qui contredit son avis dans cette affaire.
Au mois de mai 2005, l'éditeur du livre Of Pandas and People, la Fondation pour la Pensée et l'Éthique (en) (FTE) déposa une motion dans le but d'être appelée au procès. FTE argua qu'un jugement rendant le design intelligent religieux aurait des fortes conséquences financières, citant de possible pertes pour eux allant jusqu'à un demi million de dollar. Par cette voie, FTE voulait devenir un codéfendeur, aux côtés du conseil éducatif de la Dover Area, et ainsi apporter ses propres avocats et experts (dont William A. Dembski et Stephen C. Meyer) au cours du jugement. Dans sa décision sur cette motion, le juge John E. Jones III (en) décida que la FTE n'était pas habilitée à intervenir dans le procès, car sa motion était inopportune, décrivant les arguments de la FTE (sur le fait qu'elle ne se soit pas impliquée plus tôt), comme « inutiles et dénués de sincérité ». Le juge Jones (en) a également soutenu que la FTE avait failli à démontrer qu'elle avait « un intérêt réel à intervenir dans le procès en tant que partie », et que ses intérêts spécifiques n'étaient pas en adéquation avec ceux des défendeurs.

## Déroulement du procès

### Témoins des plaignants
26 et 27 septembre 2005
Kenneth R. Miller (en) était le premier témoin des plaignants, appelé en tant qu'expert judiciaire. Au moment du procès, il est un professeur de biologie à l'université Brown, de religion catholique, expert en microbiologie, auteur de nombreux articles scientifiques évalués par les pairs, et de manuels scolaires sur la biologie pour les étudiants d'université et de lycée. Il a soutenu durant le procès que le dessein intelligent n'est pas scientifique et n'est pas accepté comme tel dans le monde scientifique. Il a défendu la théorie de l'évolution, qui est elle acceptée par l'écrasante majorité des spécialistes. Miller a également critiqué l'ouvrage pro dessein intelligent Of Pandas and People, proposé aux élèves de Dover comme une alternative crédible et scientifique à la théorie de l'évolution. Miller a notamment pointé les erreurs relatant de la microbiologie contenus dans l'ouvrage, les arguments contre l'évolution seraient scientifiquement non valables. Le livre est donc selon lui nocif pour les élèves, puisqu'il les induit en erreur. Il s'est ensuite attaqué à l'ouvrage Darwin's Black Box, qui argue pour la complexité irréductible, qui est une critique de l'évolution et non un argument qui soutient le dessein intelligent.
27 septembre 2005
- Tammy Kitzmiller était la principale plaignante, parent d'élèves au lycée de Dover, elle a témoigné sur les événements factuels, et sur son désaccord de la décision du conseil scolaire à faire lire en cours de sciences un passage promouvant le dessein intelligent au détriment de l'évolution.
- Aralene Callahan était une plaignante, parent d'élève au lycée de Dover, et ancienne membre du conseil scolaire. Elle a témoigné sur l'intention des membres actuels du conseil scolaire de faire apprendre en cours de science le créationnisme, et leur refus d'approuver un budget pour l'achat de manuels de biologie parce qu'ils étaient « remplis de Darwinisme », alors que parallèlement ils ont approuvé la donation de dizaines de copies de l'ouvrage Of Pandas and People à présenter comme livre de référence. Elle a notamment dénoncé l'hostilité des membres William Buckingham et Alan Bonsell vis-à-vis de la théorie de l'évolution, qu'ils ridiculisaient lors de réunions, et leurs dires que la séparation de l'église et de l'état serait un mythe.
- Bryan Rehm était un plaignant, parent d'élève au lycée de Dover, et ancien professeur de physiques à ce lycée jusqu'en 2004. Lui et sa femme sont chrétiens et gèrent des activités religieuses, comme le catéchisme. Il a témoigné d'une réunion avec Alan Bonsell où celui-ci n'approuvait pas des cours sur l'évolution car c'était en conflit avec ses positions, le créationnisme Jeune-Terre. Rehm a confirmé les réunions hostiles décrits par Callahan et a paraphrasé William Buckingham dire « Il y a 2000 ans, quelqu'un est mort sur une croix. N'y a-t-il personne pour le défendre? ». Lors de ces réunions, Buckingham aurait comparé l'apprentissage de l'évolution à un lavage de cerveau par les libéraux, et sa femme lisait des passages de l’Ancien Testament pour justifier l'apprentissage du créationnisme en classes. Rehm a rajouté que cette affaire a provoqué un environnement hostile, ses enfants ont été traités d'athées malgré leurs convictions religieuses, parce qu'ils acceptent l'évolution.

28 septembre 2005
- Robert T. Pennock (en) était appelé en tant qu'expert judiciaire. Il est un philosophe des sciences ayant étudié le mouvement créationniste et du dessein intelligent, professeur à l'université d'État du Michigan, cocréateur du logiciel de simulation de vie artificielle Avida. Il a maintenu pendant le procès que le dessein intelligent n'est pas une science, et que ce mouvement cherche à changer la définition de science afin que le dessein intelligent puisse en faire partie.
- Julie Smith était une plaignante, catholique, parent d'élève au lycée de Dover. Elle a décrit la chronologie des événements, et s'est plainte que la décision du conseil scolaire a créé un environnement scolaire négatif sur sa fille, élève au lycée, qui a été convaincue que pour être une bonne chrétienne il ne faut pas croire en l'évolution.
- Christy Rehm était une plaignante, femme de Bryan Rehm, parent d'élèves au lycée de Dover. Elle a confirmé le témoignage de son mari sur les événements et réunions publiques du conseil scolaire.
- Beth Eveland était une plaignante, elle a témoigné sur les événements et réunions publiques du conseil scolaire, confirmant les témoignages des autres plaignants.

29 septembre 2005
- Carol Brown était une plaignante, parent d'élèves du lycée de Dover, et membre du conseil scolaire jusqu'en 2004 avant sa démission pour cause de désaccord avec le reste du conseil qui a soutenu l'apprentissage du dessein intelligent. Elle a témoigné que dès 2002, Alan Bonsell du conseil scolaire estimait que le créationnisme devrait être enseigné aux côtés de l'évolution, elle a décrit les procédures de vote du conseil à ce sujet, et que lorsqu'elle a démissionné, Bonsell et Buckingham l'ont traitée d'athée, bien qu'elle soit chrétienne, et ce dernier a rajouté qu'elle irait en enfer.
- Jeffrey A. Brown était un plaignant et l'époux de Carol Brown. Il a confirmé son témoignage.
- Frederick Callahan était un plaignant et l'époux de Aralene Callahan. Il a confirmé les témoignages des autres plaignants à propos des réunions publiques du conseil scolaire.

30 septembre 2005
John F. Haught (en) était appelé en tant qu'expert judiciaire. Il est un théologien, de religion catholique, ayant publié de nombreux livres sur les relations entre science et religion, dont plusieurs sur la religion et l'évolution, et ancien professeur de théologie à l'université de Georgetown. Il a expliqué que la proposition de dessein intelligent est intrinsèquement religieuse, trouvant ses origines dans la « science de la création » (creation science), et que le « designer » implicitement proposé (mais non-nommé) est le dieu biblique. Il a rajouté que le dessein intelligent n'est pas une science, puisque par définition la science moderne cherche à trouver des explications naturelles à des phénomènes naturels, explications qui peuvent être testées. Il a également argué que science et religion ne sont pas en conflit, seulement qu'ils travaillent dans des sphères distinctes, et qu'ainsi la tentative d'inclure le dessein intelligent, la religion, dans le domaine de la science constitue un mélange illogique de concepts indépendants l'un de l'autre. John Haught a rajouté qu'en tant que croyant, il trouve le concept du dessein intelligent offensant, réduisant le « designer », Dieu, à un simple bricoleur qui s'amuse à fouiner et ajuster ses créations.
5 et 6 octobre 2005
Barbara Forrest était appelée en tant qu'expert judiciaire. Au moment du procès, elle était professeur de philosophie au Southeastern Louisiana University (en), qui a travaillé sur les problématiques concernant l'évolution et le créationnisme, et également le dessein intelligent au sujet duquel elle a écrit un ouvrage et de nombreux articles critiques. Elle a expliqué durant son témoignage les stratégies des défenseurs du dessein intelligent, qui se définissent comme un « mouvement » ayant le but précis de promouvoir leur position, contrairement à la méthode scientifique habituelle. Elle considère que ce mouvement est une forme de créationnisme, et a attesté que les leaders eux-mêmes l'ont défini comme tel dans leurs discours, et utilisent des stratégies qu'ils appellent « big tent strategy » (« stratégie de la grande tente ») qui consiste à convaincre toutes les tendances créationnistes, y compris les créationnistes Jeune-Terre, à les soutenir, et la « wedge strategy » (« stratégie du coin ») qui consiste à s'imposer dans le débat scientifique et s'exposer dans les médias pour influencer l'opinion publique. Elle a également eu accès aux brouillons de l'ouvrage Of Pandas and People et remarqué que le terme « créationnisme » utilisé dans les brouillons a été remplacé par « dessein intelligent » pour la version publiée, ce qui suggère pour elle que les auteurs considèrent que les termes sont interchangeables.

## Après le procès
Lors des élections de novembre 2005 désignant le conseil éducatif de Dover, aucun des membres qui vota en faveur du texte sur le design intelligent n'a été réélu, et le nouveau conseil éducatif qui prit sa place rejeta le texte. Le jugement ne fit pas l'objet d'un appel devant une juridiction supérieure.